# Club Atlético Newell's Old Boys 2007-2008
Questa pagina raccoglie i dati riguardanti il Club Atlético Newell's Old Boys nelle competizioni ufficiali della stagione 2008-2009.

## Rosa
| N. |                      | Ruolo | Calciatore           |
| -- | -------------------- | ----- | -------------------- |
| 1  | Paraguay (bandiera)  | P     | Justo Villar         |
| 2  | Argentina (bandiera) | D     | Miguel Ángel Torren  |
| 4  | Argentina (bandiera) | C     | Claudio Husaín       |
| 5  | Argentina (bandiera) | D     | Hernán Bernardello   |
| 6  | Argentina (bandiera) | D     | Rolando Schiavi      |
| 7  | Argentina (bandiera) | A     | Héctor Steinert      |
| 8  | Argentina (bandiera) | D     | Pablo Aguilar        |
| 9  | Paraguay (bandiera)  | A     | Santiago Salcedo     |
| 11 | Argentina (bandiera) | C     | Adrián Lucero        |
| 12 | Argentina (bandiera) | P     | Santiago Hoyos       |
| 14 | Argentina (bandiera) | D     | Alexis Machuca       |
| 15 | Argentina (bandiera) | A     | Juan Carlos Ferreyra |
| 16 | Argentina (bandiera) | D     | Germán Ré            |
| 17 | Argentina (bandiera) | C     | Mauricio Sperdutti   |
| 18 | Argentina (bandiera) | C     | Matías Donnet        |
| 19 | Argentina (bandiera) | A     | Diego Alberto Torres |
| 20 | Paraguay (bandiera)  | A     | Alejandro Da Silva   |
| 21 | Argentina (bandiera) | C     | Leonel Vangioni      |
| 22 | Argentina (bandiera) | P     | Marcos Gutiérrez     |

| N. |                      | Ruolo | Calciatore                |
| -- | -------------------- | ----- | ------------------------- |
| 23 | Argentina (bandiera) | C     | Leonardo Torres           |
| 24 | Argentina (bandiera) | D     | Augusto Mainguyague       |
| 26 | Argentina (bandiera) | C     | Pablo Pérez               |
| 27 | Argentina (bandiera) | C     | Ariel Hernán Zapata       |
| 28 | Argentina (bandiera) | C     | Pablo Vázquez             |
| 29 | Argentina (bandiera) | C     | Nicolás Alejandro Cabrera |
| 30 | Argentina (bandiera) | D     | Nicolás Spolli            |
| 31 | Argentina (bandiera) | D     | Héctor Gaitan             |
| 32 | Argentina (bandiera) | A     | Mauro Formica             |
| 33 | Argentina (bandiera) | A     | Emanuel Lazzarini         |
| 36 | Argentina (bandiera) | C     | Martín Seri               |
| 38 | Argentina (bandiera) | D     | Walter Payer              |
|    | Uruguay (bandiera)   | C     | Diego Scotti              |
|    | Argentina (bandiera) | C     | Mariano Hassel            |
|    | Argentina (bandiera) | C     | Gustavo Rodas             |
|    | Argentina (bandiera) | C     | Joel Abaca                |
|    | Argentina (bandiera) | A     | Juan Manuel Cobelli       |
|    | Argentina (bandiera) | C     | Cristian Ezequiel Llama   |